# Faculdade de Tecnologia de Macapá
Faculdade de Tecnologia de Macapá (FTA) é uma instituição privada de ensino superior fundada em 2007, localizando-se em Macapá, a capital do Amapá.
Em 2013, recebeu do MEC a avaliação de "insatisfatória", sendo considerada naquele ano como uma das piores do país.
A FTA possui seu campus no bairro Julião Ramos.

## Cursos
A faculdade conta com cinco cursos, todos na modalidade presencial:
- Bacharelado em administração;
- Licenciatura em pedagogia;
- Tecnológico em gestão de Recursos Humanos;
- Tecnológico em gestão Hospitalar;
- Tecnológico em gestão de Comercial.